# Neidenfjorden
Neidenfjorden (nordsamisk: Njávdánvuotna, kvensk og finsk: Näätämönvuono) er en delfjord af Kjøfjorden, en fjordarm af Varangerfjorden i Sør-Varanger kommune i Troms og Finnmark fylke i Norge. Fjorden har indløb mellem Braselvneset i vest og Buholmen i øst og strækker sig 6,5 kilometer mod sydvest, til starten på Munkefjorden i enden av fjorden.
Der ligger enkelte gårde på begge sider af fjorden, men primært på østsiden hvor blandt andet den lille bebyggelse Stonga ligger. Fjorden ender i syd ved udmundingen af Neidenelva som kommer fra vestsiden ved Mikkelsnes.
Europavej E6 går langs østsiden af fjorden.

## Referanser
1. ↑  Neidenfjorden på Norgeskart.no fra Statens kartverk

69°43′19.751″N 29°37′18.793″Ø / 69.72215306°N 29.62188694°Ø